# Famille von Flemming
Pour les articles homonymes, voir Flemming.
La famille von Flemming est le nom d'une famille noble de Poméranie.

## Histoire
Le nom suggère une origine flamande. La famille est probablement arrivée dans les régions du nord de l'Oder, à la frontière occidentale de la Poméranie ultérieure, au cours de l'expansion du territoire germanique au XIIIe siècle. Après une victoire décisive sur les Slaves à l'est de l'Elbe et la fondation de la Marche de Brandebourg en 1157, Albrecht l'Ours et l'archevêque Wichmann de Seeburg de Magdebourg appellent des colons dans les nouveaux territoires orientaux. Parmi eux se trouvent un très grand nombre de Flamands, qui donnent leur nom à l'un des premiers massifs montagneux à être colonisé, le Flamain. On ne peut donc pas sans autre établir un lien généalogique entre la famille noble Flemming et d'autres familles anciennes portant le même nom, mais qui ne sont que d'origine populaire, comme la famille noble suédoise Fleming ou les Lords écossais Fleming, comtes de Wigton (de).

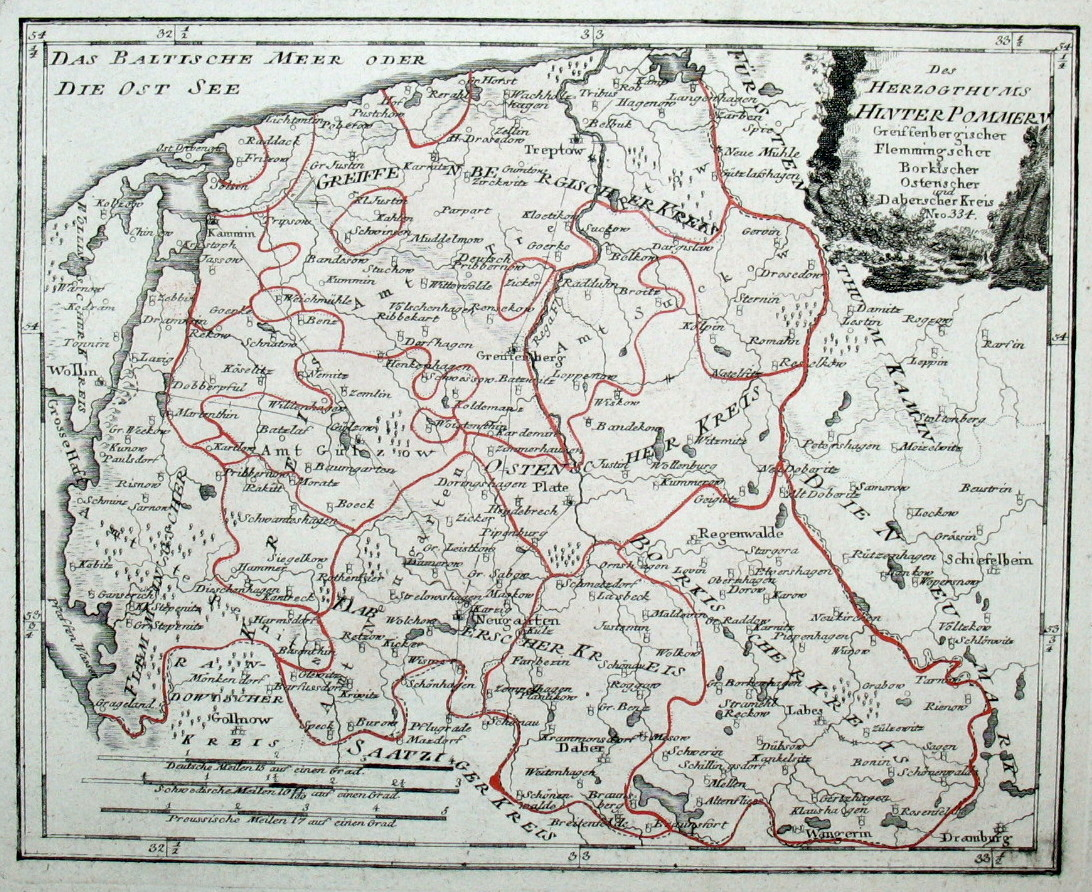
Carte du duché de Poméranie ultérieure avec l'arrondissement de Flemming (le plus à l'ouest)

Le premier membre mentionné dans un document est Henricus Flemmingus zu Havelberg, mentionné dans un document de 1209 ; la lignée directe ne commence cependant qu'avec Thamm von Flemming, maréchal du duché de Poméranie en 1281 et qui apparaît en 1302 comme propriétaire de Stepnitz sur la rive droite de l'Oder, à la pointe sud de l'Oderhaff. Les armoiries de son fils Konrad sont attestées pour la première fois en 1319. Par la suite, ses descendants s'étendent notamment dans la région de Cammin et de Wollin et y acquièrent tant de biens que l'arrondissement de Cammin-en-Poméranie (de) s'appelle également "arrondissement de Flemming".
La position sociale de la famille est également très respectable. Depuis 1281, ils font partie de la haute noblesse dite "des châtelains". Depuis 1281, un Flemming exerce la fonction de maréchal du duc de Poméranie-Stettin, et au XIVe siècle, cette fonction est attribuée à la famille en tant que fonction de maréchal héréditaire pour la Poméranie ultérieure et est exercée jusqu'en 1918. À partir du XIVe siècle, la famille se divise en deux grandes lignées principales - la lignée de Martentin et la lignée de Matzdorf. Après 1402, des querelles éclatent entre la famille Flemming et le chapitre de la cathédrale de Cammin au sujet du château de Gülzow, qui a été promis aux frères Tam et Timmo par le duc Bogusław VIII de Poméranie.
À partir de 1700, certaines branches sont élevées au rang de comtes héréditaires impériaux et se répandent également en Saxe, en Thuringe et en Pologne. Tous les porteurs de nom encore en vie aujourd'hui appartiennent à la branche comtale primitive Flemming-Benz.
L'ascension militaire et politique de la famille Flemming commença en 1672 avec le maréchal Heino Heinrich, d'abord saxon puis brandebourgeois, célèbre vainqueur des Turcs : il entraîne ses fils et ses neveux au service de la Saxe ou du Brandebourg, où le fils Johann Georg (de) et les neveux Joachim Friedrich (de) Bogislaw Bodo (de) et Jakob Heinrich deviennent généraux, ce dernier étant le plus important de tous, devenant même maréchal et ministre dirigeant d'Auguste le Fort, qu'il aide à remporter la couronne polonaise. Jakob Heinrich à son tour (ses trois fils et les quatre fils de ses frères sont tous morts jeunes) entraîne les fils d'un cousin, Georg Detlev et Karl Georg Friedrich (de), au service de la Saxe et de la Pologne, où ils deviennent également généraux et ministres. La fille de Georg Detlev, Isabella, mariée au prince Adam Kazimierz Czartoryski, devient une figure éminente de l'histoire polonaise du XIXe siècle en tant que patriote polonais luttant pour la liberté de la Russie, en tant qu'intellectuel et collectionneur d'art qui fonde la collection de renommée mondiale du Musée Czartoryski à Cracovie.

## Possessions de la famille
Une série de domaines, en partie de grande taille, dans l'arrondissement de Flemming au sud de Cammin en Poméranie ultérieure sont restés en possession de la famille depuis le Moyen Âge jusqu'à l'expulsion et l'expropriation en 1945, notamment Matzdorf, Basenthin, Paatzig, Boeck, Benz, Schnatow et Nemitz. Les propriétés les plus anciennes comprennent également Marthentin, Hoff et Schwirsen (de), où Bogislaw Bodo von Flemming (de) construit le manoir encore existant avec la salle de danse historiquement importante à partir de 1718. Iven en Poméranie-Occidentale revient à la famille en 1697.
Le maréchal Heino Heinrich von Flemming est inféodé en 1688 avec les domaines autour de Buckow, qui appartenaient auparavant à la famille de sa femme Dorothea Elisabeth von Pfuel (de). Le château de Buckow, construit en 1663, dont sa femme a hérité de son père Georg Adam von Pfuhl (de) en 1673, reste en possession de la famille von Flemming jusqu'à son expropriation en 1945. En 1699, il achète le manoir d'Hermsdorf dans l'électorat de Saxe ; après un incendie en 1729, son fils Adam Friedrich (de) (1687-1744) fait restaurer le bâtiment dans le style baroque par George Bähr et aménage un jardin baroque avec un canal ; En 1756, son domaine est vendu aux enchères.
Le ministre Jacob Heinrich von Flemming acquiert le palais Flemming-Sulkowski (de) à Dresde en 1714 et le fait agrandir ; En 1724, il le vend au roi, mais le reprend de 1726 à 1728. En 1715, il construit également ce qui est aujourd'hui l'aile Elbe du palais japonais de Dresde, qu'il vend au roi en 1717 et qu'il récupère de 1722 à 1726. Vers 1725, il fait construire le château d'Übigau comme résidence d'été à l'extérieur des portes de Dresde. En outre, il se lance dans un commerce florissant de domaines seigneuriaux, qu'il acquiert généralement lors de ventes forcées et revendus avec profit. En 1702, il achète la seigneurie de Slawentzitz (de) en Silésie, où il installe plusieurs martinets (de) en fer et en laiton, qui sont considérés comme les ouvrages métallurgiques les plus modernes de Haute-Silésie, jusqu'à ce qu'il les échange en 1714 contre la seigneurie de Burgscheidungen avec des parts de Kirchscheidungen en Saxe, qu'il agrandit en 1718 avec Nebra et revend en 1721, tout comme Lichtenwalde (de) en 1719-22. En 1724, il acquit Putzkau en Haute-Lusace et en Thuringe le château de Crossen (de) et le château de Posterstein (de) ; les deux derniers sont restés dans la famille comme les seules acquisitions pendant de nombreuses générations (jusqu'en 1925 et 1833 respectivement).

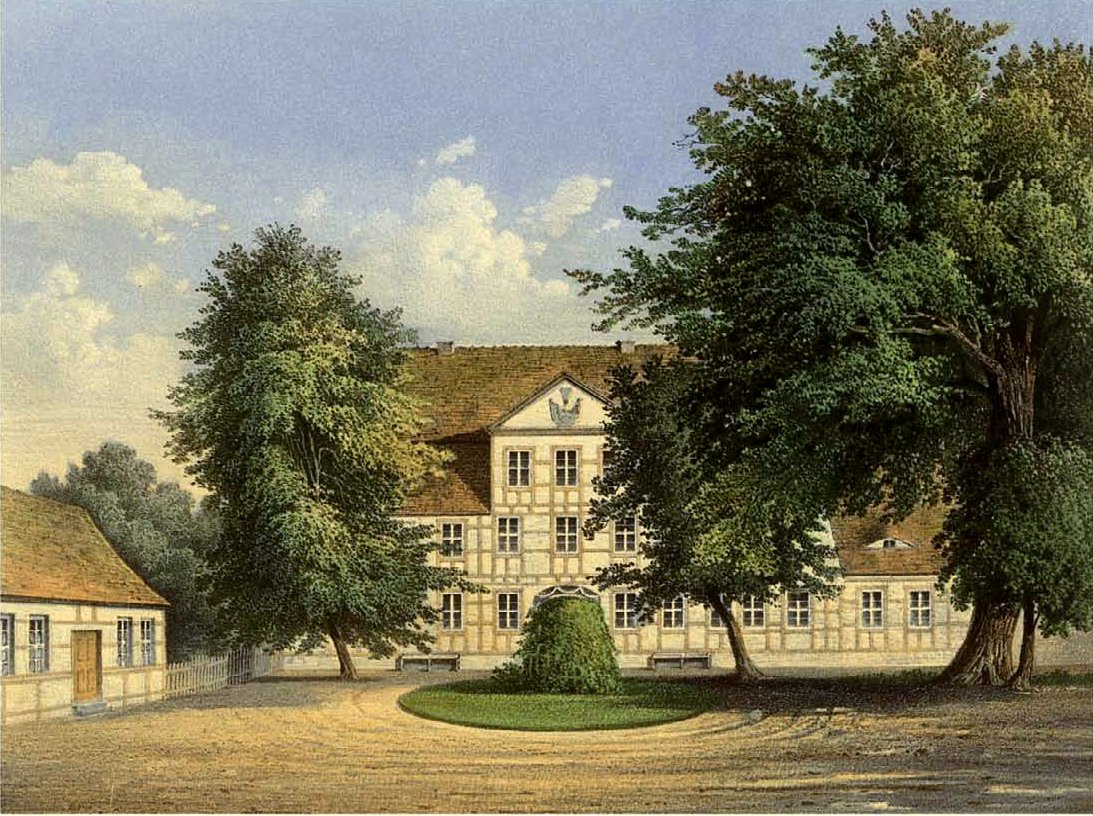
Basenthin, arrondissement de Cammin-en-Poméranie (de), vers 1860
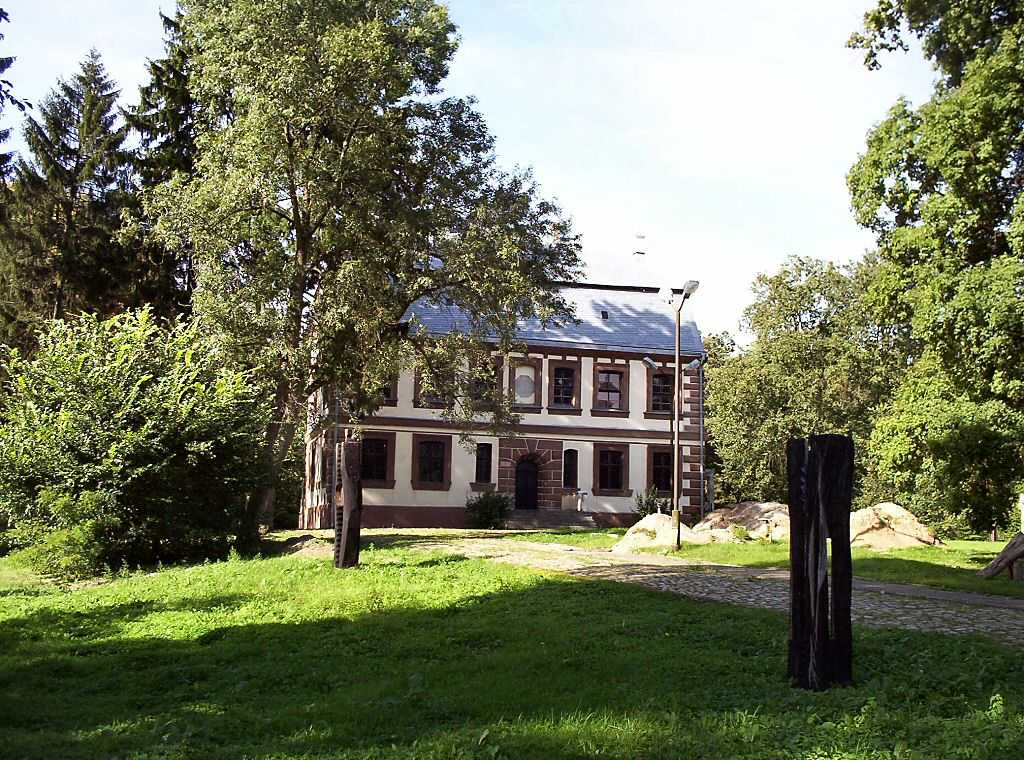
Böck, arrondissement de Cammin-en-Poméranie.
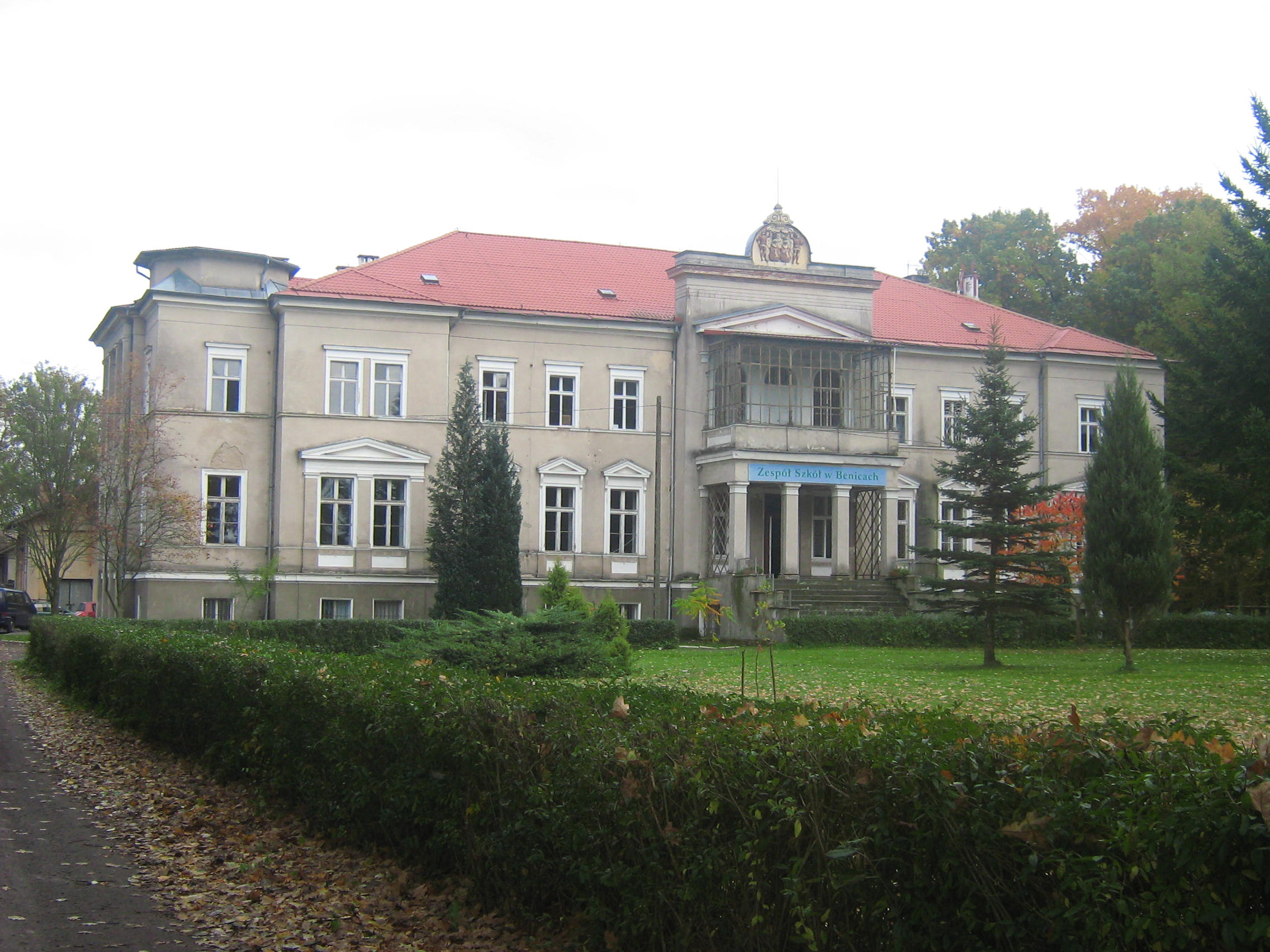
Benz, arrondissement de Cammin-en-Poméranie.
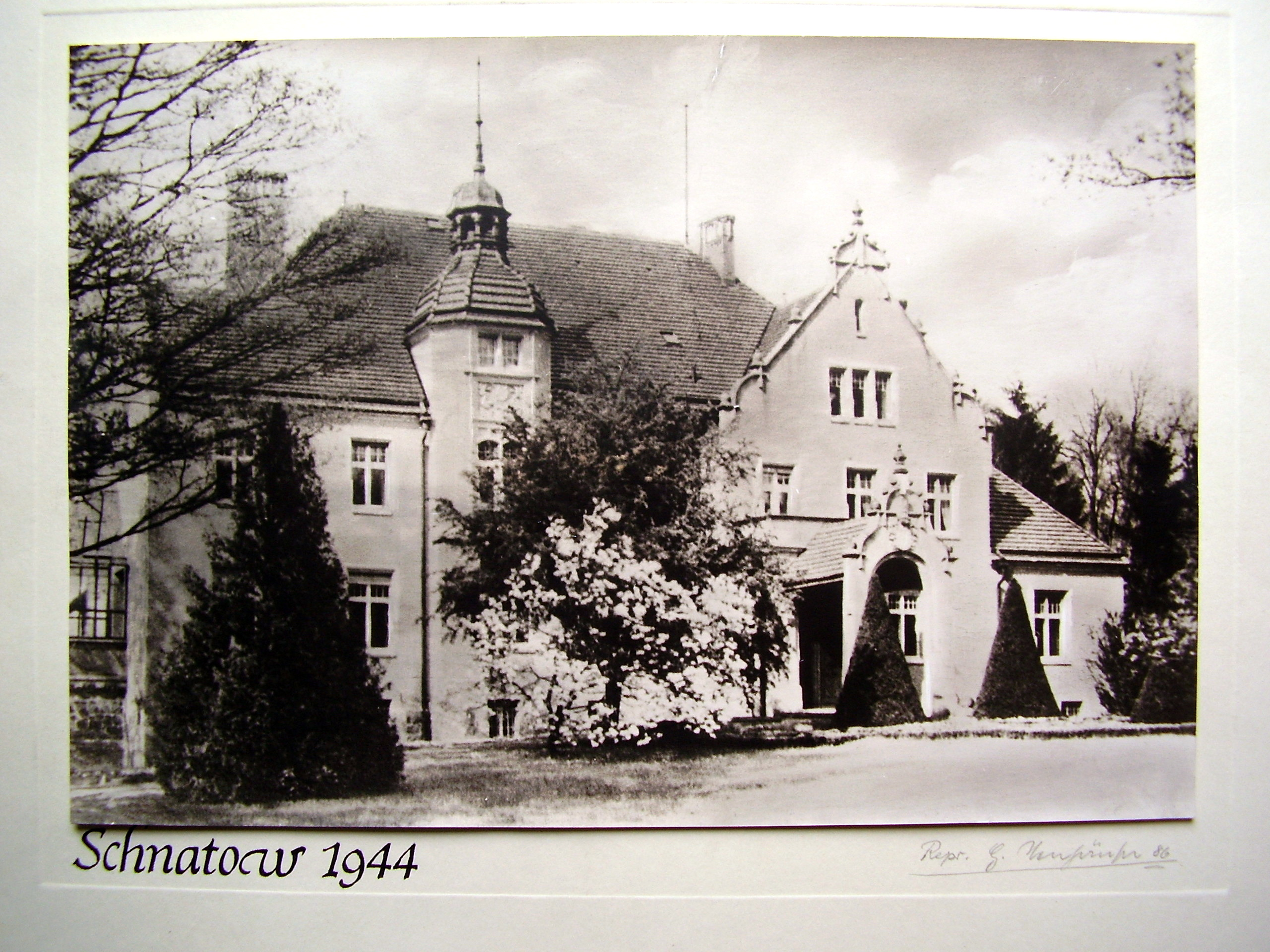
Schnatow, arrondissement de Cammin-en-Poméranie.
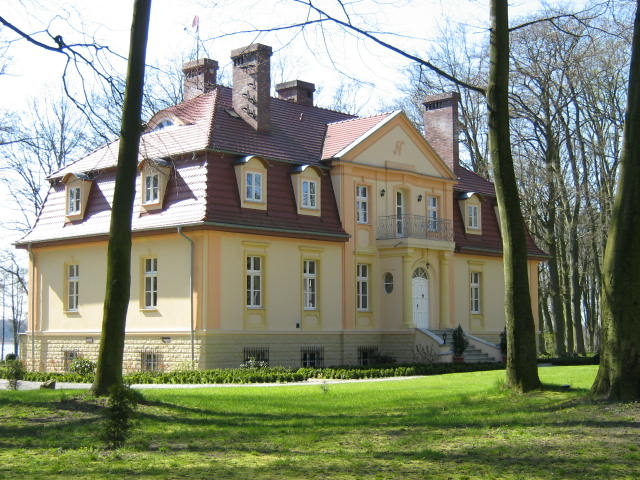
Marthentin, arrondissement de Cammin-en-Poméranie.
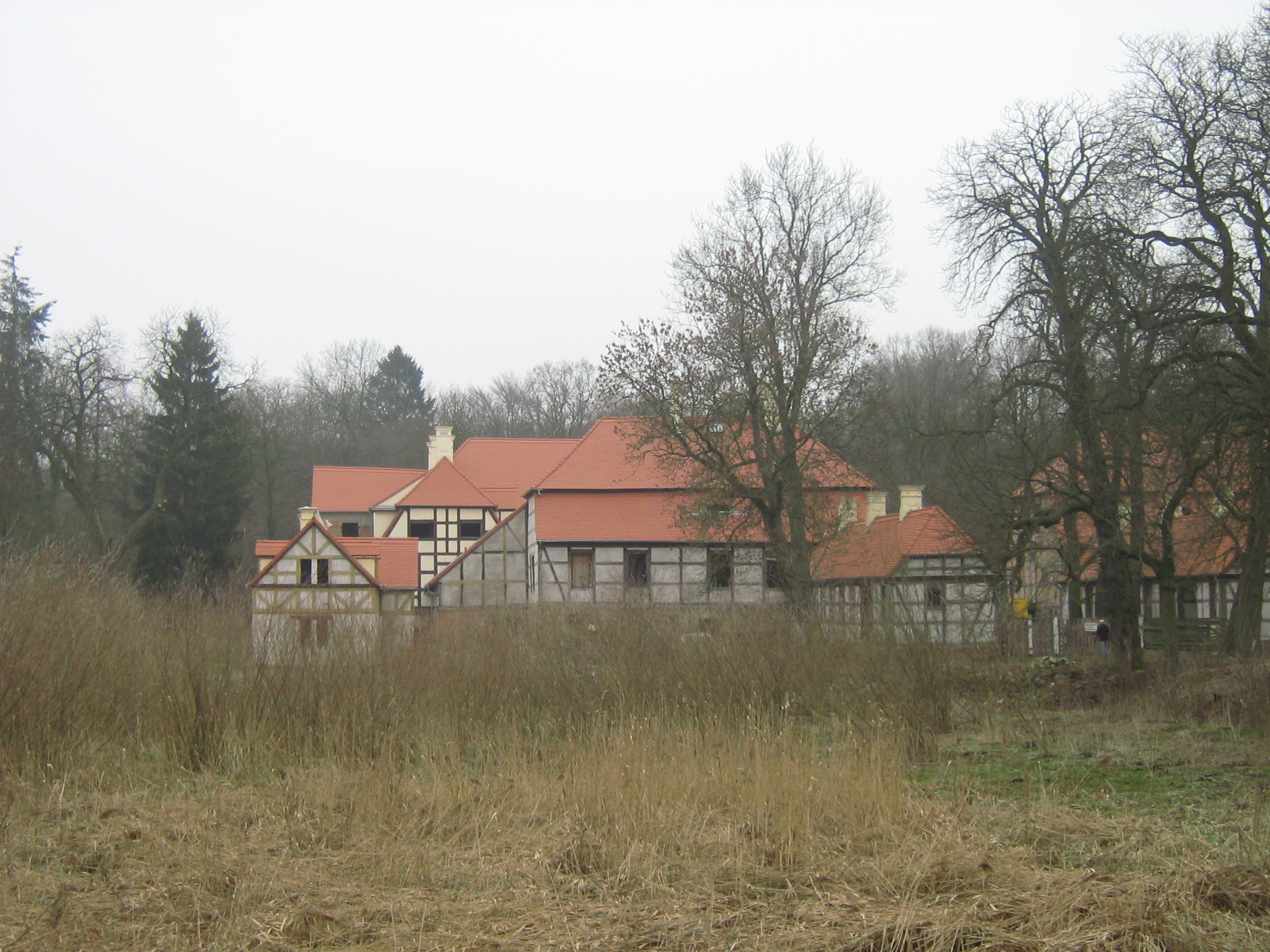
Schwirsen (de), arrondissement de Cammin-en-Poméranie.
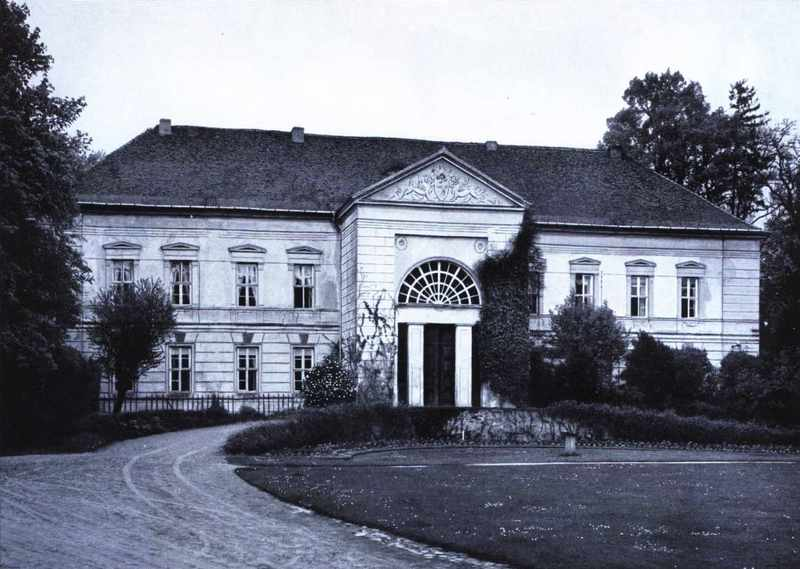
Château de Buckow, construit en 1663, avec une façade par Schinkel vers 1802, démoli en 1948
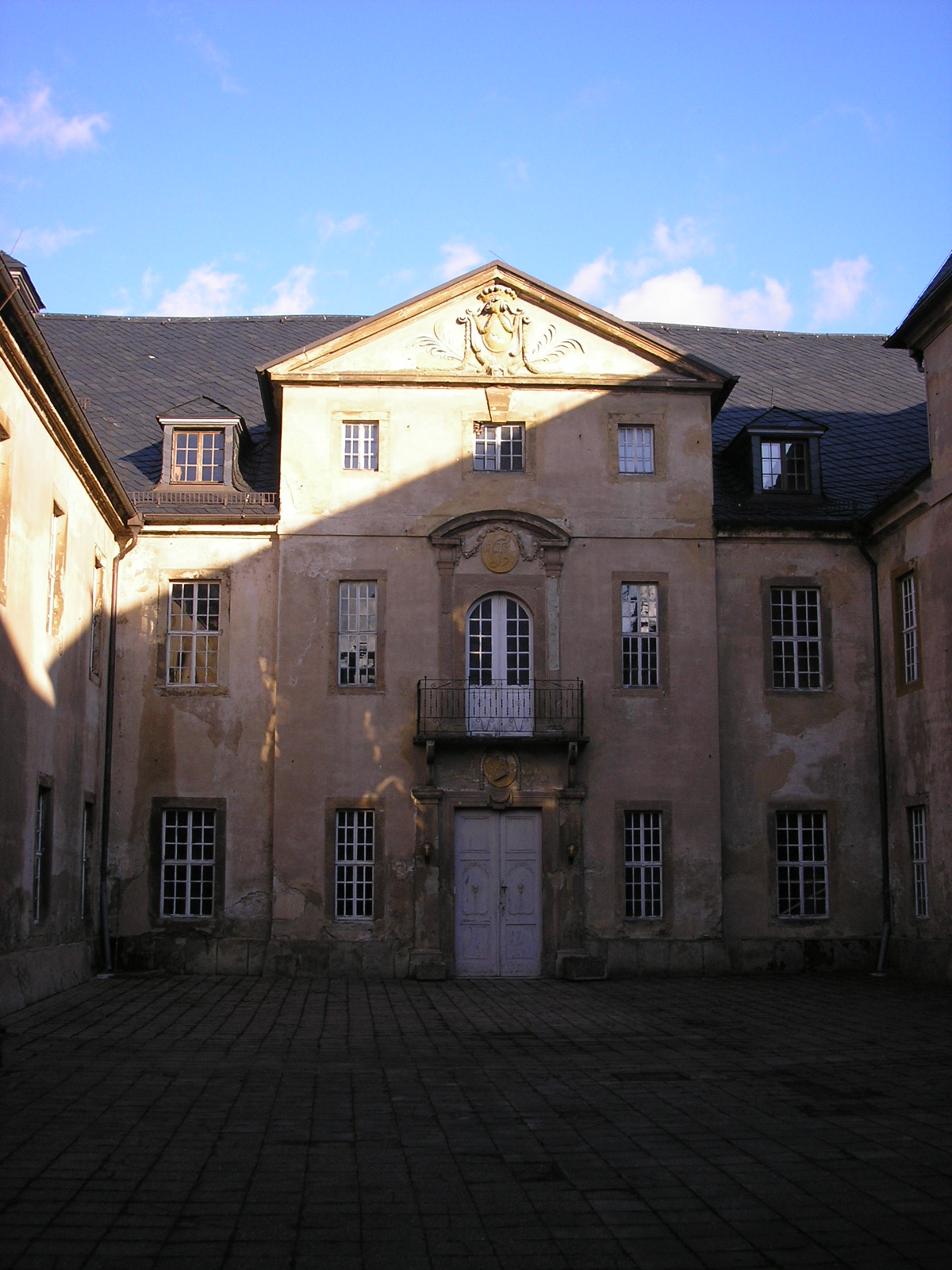
Château de Crossen (de) sur l'Elster, Thuringe
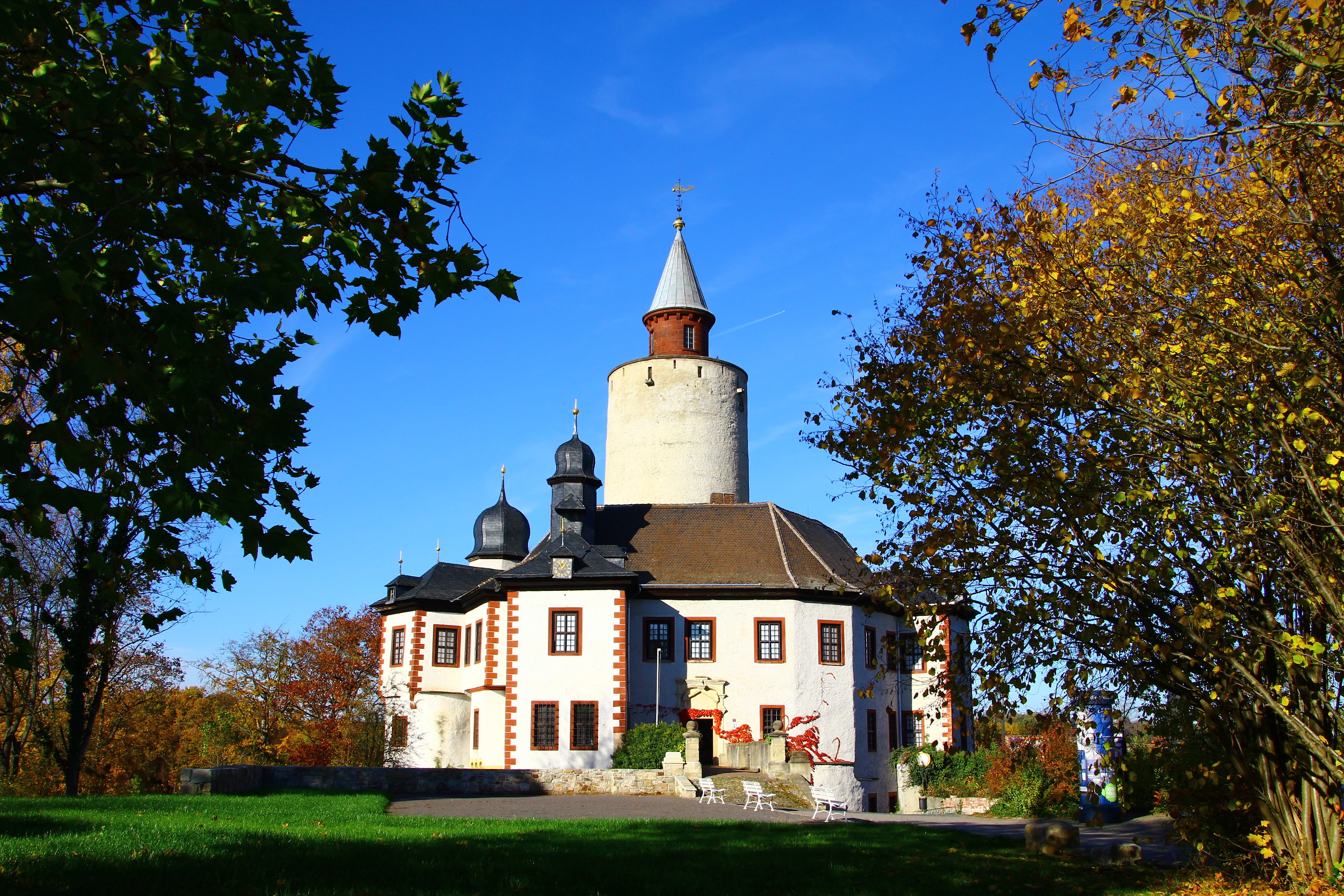
Château de Posterstein (de) à Altenburger Land, Thuringe
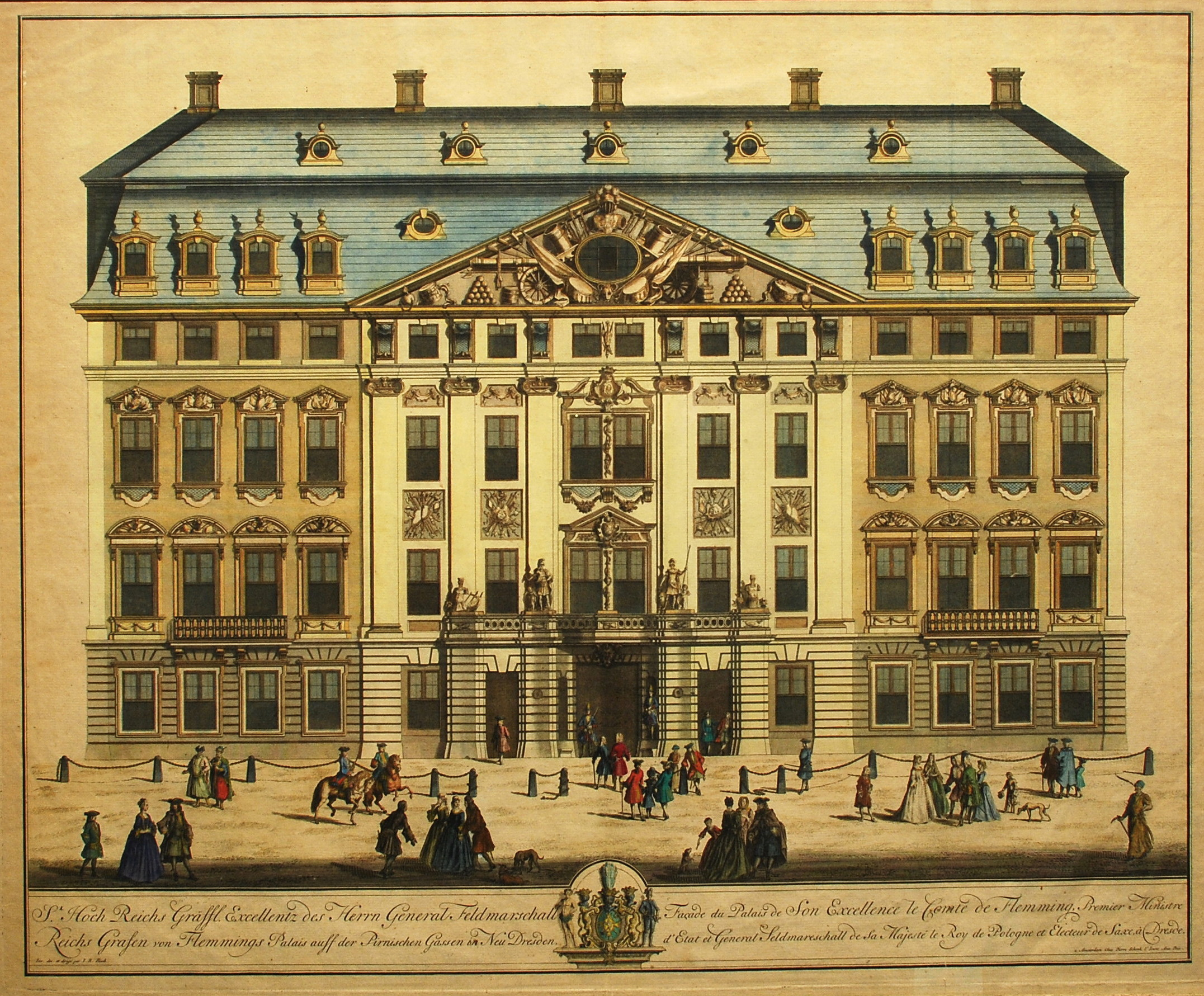
Palais Flemming-Sulkowski (de), Dresde

## Élévations au rang de comte
- Annonce Flemming H. Böck : statut de comte d'Empire le 16 novembre 1700 à Vienne pour les frères Georg Casper von Flemming, conseiller privé du prince-électeur de Brandebourg et président de la cour de Stargard en Poméranie, et Heino Heinrich von Flemming, gouverneur du prince électeur de Brandebourg et maréchal. La reconnaissance royale prussienne suit le 30 octobre 1701, celle du prince-électeur de Saxe le 14 décembre 1701.
- Annonce Flemming H. Iwen : statut de comte d'Empire le 9 janvier 1721 à Vienne pour Felix Friedrich von Flemming (de), conseiller du tribunal royal suédois (de) à Wismar.
- Annonce Flemming H Benz : titre de comte prussien, primogéne et lié à la possession du fidéicommis familial Benz (près de Cammin), le 16 avril 1888 à Charlottenbourg pour Hasso von Flemming (de), fidéicommissaire sur Benz, conseiller paysager et maréchal héréditaire. Un acte complémentaire est délivré le 21 octobre 1901 au Nouveau Palais près de Potsdam.

## Armoiries familiales

Armoiries de la famille von Flemming

Les armoiries de la famille montrent en bleu, sur une roue dentée rouge, un loup argenté bondissant avec une langue et des griffes rouges ; dans d'autres représentations, le loup tient la roue dentée entre ses pattes avant. Le casque a un panache avec des plumes de paon. Le lambrequin est bleu-argent.

## Personnalités

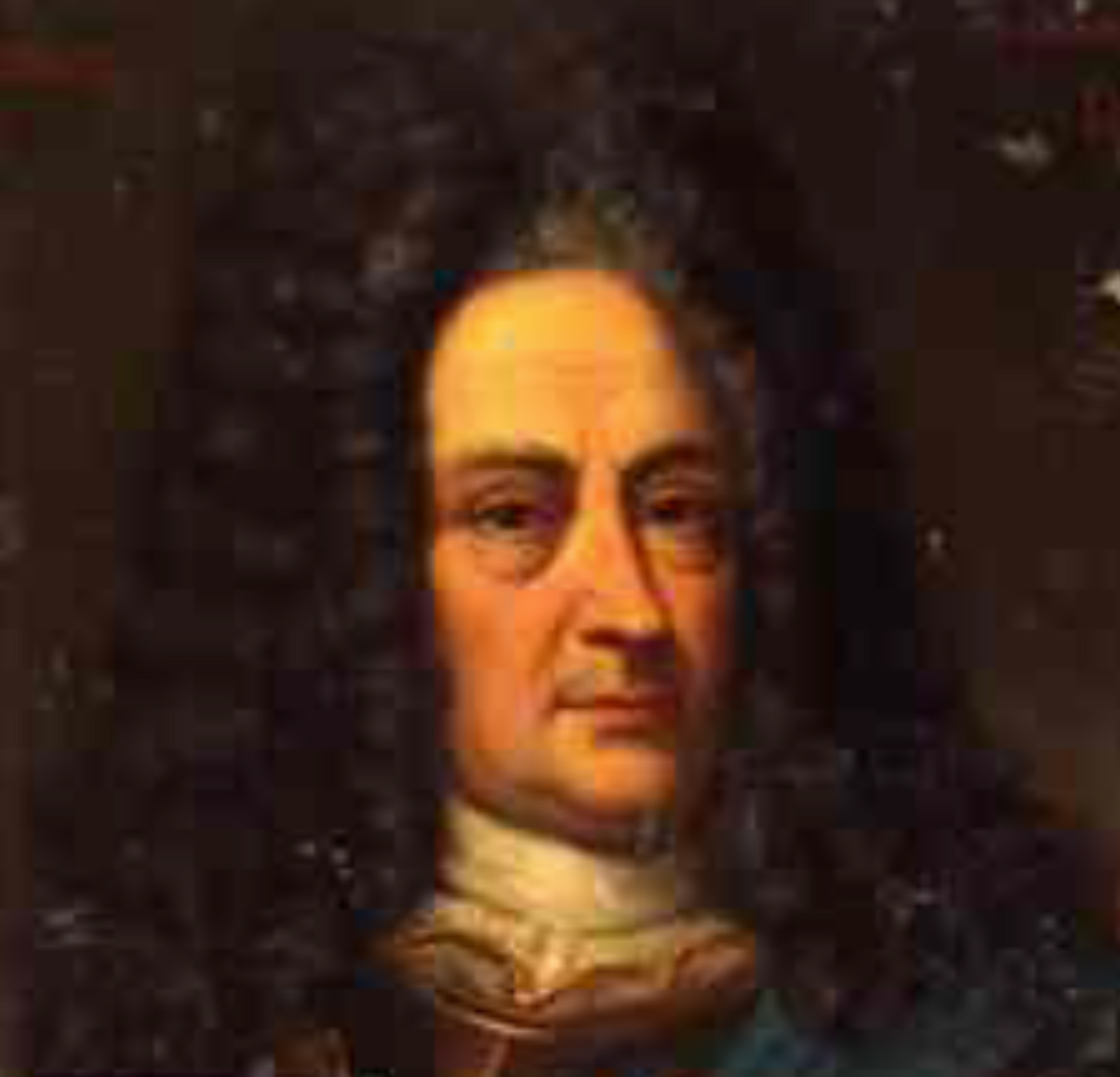
Comte Heino Heinrich von Flemming (1632–1706), maréchal

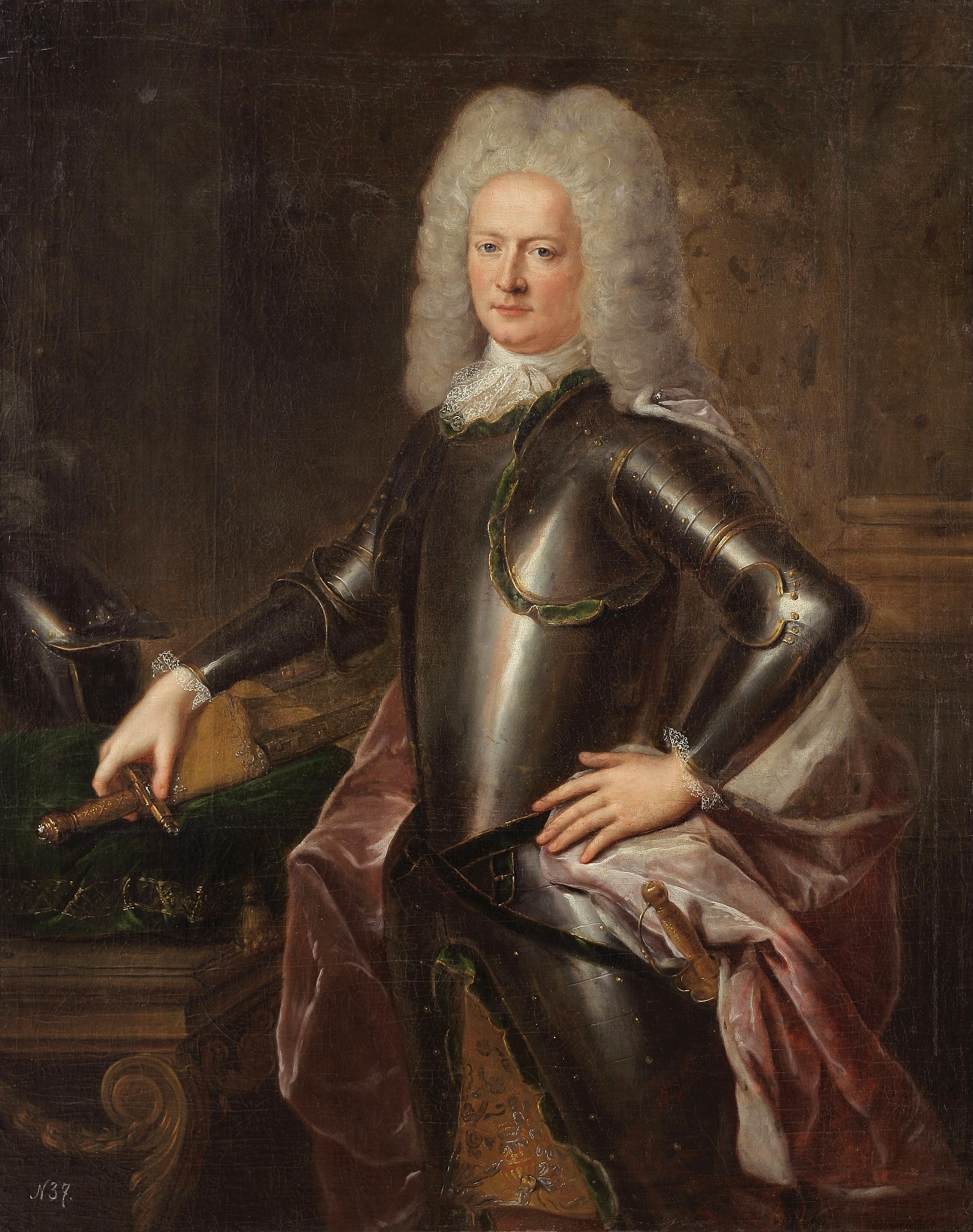
Comte Jacob Heinrich von Flemming (1667-1728), maréchal et ministre d'Auguste le Fort

- Comte Heino Heinrich von Flemming (1632–1706), maréchal de Saxe et de Brandebourg
- Eustachius von Flemming (1634–1702), général de division de l'électorat de Saxe et commandant de la forteresse de Königstein[6]
- Comte Felix Friedrich von Flemming (de) (1661–1738), juge au tribunal de Wismar, maréchal héréditaire de Poméranie
- Comte Joachim Friedrich von Flemming (de) (1665–1740), chambellan électoral saxon
- Comte Jakob Heinrich von Flemming (1667–1728), maréchal de l'électorat de Saxe et ministre par intérim d'Auguste le Fort
- Johann Friedrich von Flemming (de) (1670-1733), chef forestier saxon et maître de chasse, écrivain de chasse
- Comte Bogislaw Bodo von Flemming (de) (1671-1732), lieutenant général de l'électorat de Saxe
- Comte Johann Georg von Flemming (de) (1679–1747), lieutenant général et chambellan de l'électorat de Saxe
- Comte Adam Friedrich von Flemming (de) (1687–1744), chambellan royal
- Comte Georg Detlev von Flemming (1699–1771), général polonais et grand trésorier de Lituanie
- Julius Gustav von Flemming (de) (1703–1759), administrateur de l'arrondissement de Flemming
- Comte Ernst Bogislaus von Flemming (de) (1704-1764), général de division prussien
- Comte Karl Georg Friedrich von Flemming (de) (1705–1767), envoyé saxon et général d'infanterie
- Comte Friedrich von Flemming (de) (1707–1777), chevalier de l'Ordre de Saint-Jean
- Heinrich Ludwig von Flemming (de) (1717-1783), général de division prussien, commandant de Breslau
- Princesse Isabella Czartoryska, née von Flemming (1743–1835), collectionneuse d'art, écrivain
- Comte Johann Heinrich Joseph Georg von Flemming (de) (1752–1830), porteur de l'épée de la couronne en Pologne
- Heinrich Ernst Ludwig Karl von Flemming (de) (1778-1852), administrateur de l'arrondissement d'Usedom-Wollin
- Carl Berend Sigismund von Flemming (de) (1779-1835), administrateur de l'arrondissement de Cammin-en-Poméranie (de)
- Comte Karl von Flemming (de) (1783–1866), président du district d'Arnsberg
- Comte Johann Friedrich August Detlev von Flemming (de) (1785–1827), diplomate prussien
- Tamm von Flemming (de) (1812-1886), général de division prussien et commandant de la 8e brigade de cavalerie
- Comte Albert von Flemming (de) (1813-1884), diplomate prussien
- Comte Edmund von Flemming (de) (1827–1897), député du Reichstag
- Comte Hasso von Flemming (de)-Benz (1838–1896), député de la chambre des représentants de Prusse
- Comte Curd von Flemming-Benz (1868-1942), député de la chambre des seigneurs de Prusse
- Karl von Flemming (de) (1872-1938), député du Reichstag
- Hans von Flemming-Zebbin-Buckow (1873-1954), propriétaire du grand domaine de Buckow[7]
- Richard von Flemming (de) (1879-1960), grand propriétaire terrien et fonctionnaire agricole
- Friedrich-Karl von Flemming (1907–2006), commandeur de l'Ordre de Saint-Jean[8]